# Hort von Ayton East Field
 Der Hort von Ayton East Field ist ein spätjungsteinzeitlicher, etwa 3000 bis 2500 v. Chr. niedergelegter Fund von Grabbeigaben in East Ayton bei Scarborough in North Yorkshire in England, aber kein Depotfund im eigentlichen Sinne, sondern ein Grabdepot.
Der Hort wurde in einer Grube gefunden, die in die Spitze eines ovalen Cairns (Monument No. 79953) gegraben war. Der etwa 49,0 × 30,0 m messenden, per Radiokarbonmethode auf 3080 ±90 v. Chr. (unkalibriert) datierten Cairn aus Kalkstein wurde 1848 von Alexander Conyngham (1814–1893) geöffnet. Die Aufzeichnungen lassen vermuten, dass der Hort zusammen mit einer Bestattung gefunden wurde.
Der westlichste und größere Cairn einer Zweiergruppe wurde 1960 von Faith J. Vatcher de Malet (1927–1978) erneut untersucht. Es gibt wenige Publikationen zu Vatchers Ausgrabung. Zwischenberichte beziehen sich auf eine rechteckige 7,6 × 5,2 m messende Struktur aus Stein und Holz. Die Nord- und Südseite wurden von Trockenmauerwerk flankiert, die am östlichen Ende einen Vorhof bildeten. Abschließend wurde der Vorhof durch eine Stein- und Pfostenmauer verschlossen. Dieser Vorplatz wurde Feuerbestattungen genutzt. Es wurden Knochen mehrerer Individuen und neolithische Scherben gefunden. Anschließend wurde der Bau teilweise abgerissen und mit Bauschutt verfüllt.
Die Funde bestehen aus drei Äxten, einem Dechsel, einem geschliffenen Messer, fünf rautenförmigen Pfeilspitzen, zwei Abschlägen aus Feuerstein, einem Keulenkopf aus Geweih und zwei Eberstoßzähnen.
Der Brauch, Personen mit Grabbeigaben zu bestatten, begann etwa 3000 v. Chr. Die ältere Praxis der Jungsteinzeit war die Bestattung in Gemeinschaftsgräbern mit wenigen Objekten. Später wurden Personen mit einem höheren Status in der Gemeinschaft mit ausgewählten persönlichen Dingen begraben. Dies weist auf eine Gesellschaft, in der der Zugang zu „besonderen“ Objekten wenigen Menschen vorbehalten war. Der Fund befindet sich im Britischen Museum.